# 庫姆省
庫姆省（波斯語：استان قم）是伊朗三十一個省份之一。它涵蓋11,200平方公里，為面積最小的省份。有人口2,000,000（2005年數據），首府庫姆市。

## 地理位置
庫姆省北鄰德黑蘭省，東接塞姆南省，東南界伊斯法罕省，西邊及西南邊與中央省接壤。境內氣候乾燥，雨量少，因此農作物極為烯少。

## 行政劃分
庫姆省下設1县。其波斯语名称及英语译名分别如下：
| 波斯語名称 | 英語譯名     | 漢語譯名 |
| ---------- | ------------ | -------- |
| استان قم   | Qom Province | 庫姆縣   |

## 歷史
庫姆省早在公元前5世紀已存在。該省在1995年從德黑蘭省獨立出來成為新的省份。

## 旅遊名勝
- 法蒂瑪·瑪蘇米神殿（Fatima al-Masumeh Shrine）